# Guayabetal
Guayabetal – miasto w Kolumbii, w departamencie Cundinamarca.